# Ludo Monset
Ludovicus (Ludo) Monset (Blankenberge, 7 oktober 1946 – Brugge, 7 oktober 2018) was een Belgische politicus voor de PVV en diens opvolgers VLD en Open Vld.

## Biografie
Monset ging naar de middelbare school op het Sint-Pieterscollege in Blankenberge, waar hij Latijn-Grieks volgde. Daarna ging hij geneeskunde studeren aan de Katholieke Universiteit Leuven. Na zijn eerste kandidatuur stopte hij die studie en ging een opleiding accountancy volgen aan het Nationaal Instituut voor Hogere Studies in Brussel. In 1969 werd hij zelfstandig accountant en daarnaast werd hij kaderlid bij Zeebrugge Caravans in 1971. Hij startte zijn eigen pvba in 1978 en werd vanaf 1980 definitief voltijds zelfstandig accountant.
Daarnaast werd hij ook politiek actief. Bij de gemeenteraadsverkiezingen van 1982 in Blankenberge werd hij verkozen als gemeenteraadslid. Na de volgende verkiezingen werd hij vanaf 1989 eerste schepen. Daarnaast was van 1991 tot 1995 lid van de Senaat als rechtstreeks verkozen senator voor het arrondissement Brugge. In de periode januari 1992 tot mei 1995 had hij als gevolg van het toen bestaande dubbelmandaat ook zitting in de Vlaamse Raad.
In 1995 werd hij aangesteld als burgemeester van Blankenberge in opvolging van Sylvère Declerck. Hij werd herkozen bij de verkiezingen van 2000 en 2006 en leidde coalities met de CVP en diens opvolger CD&V.
Tijdens zijn derde legislatuur stopte hij in oktober 2011 als burgemeester, zoals aan het begin van de bestuursperiode was afgesproken, en gaf hij het burgemeesterschap door aan zijn partijgenoot Patrick De Klerck. In 2016 trok hij zich tevens terug als gemeenteraadslid. Onder zijn bestuur werd de stadsschuld afgebouwd en werd er - als eerste kustgemeente - een nachtelijke muziekstop ingevoerd. Tevens was hij de drijvende kracht achter de renovatie van de pier.